# 2874 Jim Young
2874 Jim Young è un asteroide della fascia principale. Scoperto nel 1982, presenta un'orbita caratterizzata da un semiasse maggiore pari a 2,2444762 au e da un'eccentricità di 0,1337339, inclinata di 4,89298° rispetto all'eclittica.
L'asteroide è dedicato all'astronomo statunitense  James Whitney Young.